# Matador (Texas)
Pour les articles homonymes, voir Matador (homonymie).
La ville américaine de Matador est le siège du comté de Motley, dans l’État du Texas. Lors du recensement de 2000, elle comptait 740 habitants.
La ville abrite notamment une station-service remarquable appelée Bob's Oil Well.

## Source
- (en) Cet article est partiellement ou en totalité issu de l’article de Wikipédia en anglais intitulé « Matador, Texas » (voir la liste des auteurs).